# Jimy Szymanski
Jimy Szymanski Ottaviano (ur. 15 września 1975 w Caracas) – wenezuelski tenisista, reprezentant w Pucharze Davisa, olimpijczyk z Atlanty (1996) i Sydney (2000).

## Kariera tenisowa
Występując w gronie juniorów został finalistą Wimbledonu 1993 w grze pojedynczej chłopców, a w rankingu juniorów najwyżej był na 3. miejscu.
W 1994 został tenisistą zawodowym, a po raz ostatni zagrał w profesjonalnym turnieju w 2008. Wygrał 2 turnieje ATP Challenger Tour w grze pojedynczej i podwójnej. Dwukrotnie wystąpił w zawodach Wielkiego Szlema, US Open 1996 i US Open 1997 odpadając w 1 rundach, najpierw z Pete’em Samprasem, a potem z Fernandem Meligenim.
W 1996 zagrał w konkurencji gry pojedynczej na igrzyskach olimpijskich w Atlancie odpadając w 1 rundzie po porażce z Wayne’em Blackiem. Cztery lata później wystąpił w rozgrywkach gry podwójnej na igrzyskach olimpijskich w Sydney, partnerując José de Armasowi. Wenezuelska para doszła do 2 rundy eliminując najpierw Chorwatów Maria Ančicia i Gorana Ivaniševicia, a odpadła po porażce z późniejszymi triumfatorami Kanadyjczykami Sébastienem Lareau i Danielem Nestorem.
W 1995 Szymanski zdobył srebrny medal w deblu i brązowy w singlu na igrzyskach panamerykańskich w Mar del Plata.
W latach 1992–2006 reprezentował Wenezuelę w Pucharze Davisa, rozgrywając łącznie 63 meczów, z których w 30 zwyciężył.
W rankingu gry pojedynczej najwyżej był na 160. miejscu (15 listopada 1999), a w klasyfikacji gry podwójnej na 187. pozycji (19 czerwca 2000).

### Zwycięstwa w turniejach ATP Challenger Tour w grze pojedynczej
| Końcowy wynik | Nr | Data                 | Turniej  | Nawierzchnia | Przeciwnik     | Wynik finału           |
| ------------- | -- | -------------------- | -------- | ------------ | -------------- | ---------------------- |
| Zwycięzca     | 1. | 9 czerwca 1996       | Szczecin | Ceglana      | Nuno Marques   | 2:6, 6:3, 6:3          |
| Zwycięzca     | 2. | 15 października 2000 | Tulsa    | Twarda       | Raemon Sluiter | 7:6(5), 6:7(5), 7:6(3) |